# Имаи, Масатака
Масатака Имаи (яп. 今井 雅隆) (2 апреля 1959, Сидзуока) — японский футболист, тренер клуба «Кария».

## Карьера
В качестве футболиста выступал на позиции вратаря. Всю свою карьеру Имаи провел в клубе «Хонда» из японской соккер-лиги. В 1989 году в составе сборной Японии по мини-футболу принял участие в Чемпионате мира в Нидерландах.
Закончив играть, Имаи возглавил «Хонду». Позднее он тренировал сборные Макао и Филиппин. У руля второй его сменил его напарник по клубу Сугао Камбэ. Также специалист руководил командами Джей-лиги «Ависпа Фукуока» и «Токусима Вортис».